# Homocystinurie
Homocystinurie (ook Cystathionine-bèta-synthasedeficiëntie genoemd) is een aangeboren stofwisselingsstoornis waarbij de afbraak van het aminozuur methionine gestoord is. Hierbij bevindt zich veel homocysteïne in het bloed wat de bloedvaten reeds op jonge leeftijd beschadigt. Patiënten met homocystinurie hebben dan ook een verhoogde kans op longembolie en trombose. Soms komt mentale retardatie voor. De aandoening erft autosomaal recessief over. Dit betekent dat het defecte gen van beide ouders dient overgeërfd te worden vooraleer een kind de ziekte heeft. Opsporing bij pasgeborenen door middel van de hielprik is in Nederland en België in 2016 stopgezet vanwege de onbetrouwbaarheid van de uitslag.

## Klinische presentatie
Bij homocystinurie zijn meerdere orgaansystemen betrokken zoals het cardiovasculair systeem, het centraal zenuwstelsel, de spieren en het bindweefsel. Bij de aandoening komt stapeling van homocysteine in het bloedplasma voor en treedt een verhoogde excretie van homocysteïne via de urine op. Kinderen met de aandoening lijken uiterlijk normaal en symptomen zijn vaag.
Er zijn echter meerdere vormen van homocystinurie, welke verschillen in het gen dat de aandoening veroorzaakt. Niet iedereen met dezelfde vorm heeft ook alle kenmerken.

## Mogelijke Symptomen
- Blos rond de wangen
- Lange, smalle lichaamsbouw
- Lange ledematen
- Hoog lengtegewelf van de voet (pes cavus, = holvoet)
- X-benen (genu valgum)
- Thoracale vormafwijkingen
  - Pectus excavatum (schoenmakersborst)
  - Pectus carinatum (kippenborst)
- Mentale retardatie (niet altijd, ZEER breed scala IQ)
- Psychiatrische morbiditeit
- Oogafwijkingen
  - Ectopia lentis in 90% van de patiënten
  - Myopie (bijziendheid)
  - Glaucoom
  - Opticusatrofie
- Epilepsie
- Uitgebreide atheroomplaques maar niet(!) in de kransslagaders.

## Mortaliteit/morbiditeit
De levensverwachting van patiënten met onbehandelde homocystinurie is verlaagd. Voor het 30e levensjaar is een kwart van de patiënten overleden ten gevolge van trombotische complicaties zoals myocardinfarct (="hartinfarct").

## Behandeling
Er bestaat geen specifieke behandeling voor homocystinurie. Patiënten krijgen vaak hoge dosissen vitamine B6 (= pyridoxine) toegediend. Iets minder dan de helft van de patiënten reageert op deze behandeling en dient deze dan ook de rest van het leven vol te houden. Patiënten die niet reageren op de behandeling dienen een dieet arm aan methionine te gebruiken. Verder worden ze behandeld met trimethylglycine. Het toevoegen van extra foliumzuur en cysteïne aan het dieet kan eveneens helpen de symptomen te bestrijden.